# Illyria (rollfigur)
Illyria är en fiktiv person i tv-serien Angel och spelas av Amy Acker. Illyria är en demon, en av de legendariska The Old Ones, vilket ger henne mäktiga och övernaturliga krafter. Detta kommer till användning när hon bistår Angel och Angel Investigations i kampen mot ondskan.

## Historia
Illyria är en av The Old Ones, en renrasig demon från The Primordium Age. På den tiden styrde hon över ett stort område som innefattade bland annat dagens Kalifornien. Hon styrde över sitt territorium från Vahla Ha'Nesh, vilket motsvarar dagens Los Angeles. Trots att Illyria var en av de mäktigaste demonerna mördades hon av sina många rivaler. Senare förlorade dock The Old Ones sin makt över världen. Illyrias kropp lades i stensarkofag och hennes krafter överfördes till smycken som lades på sarkofagen. Detta gjorde man mot alla The Old Ones. Alla sarkofager som innehöll en av The Old Ones placerades på mystisk gravgård som hette The Deeper Well. Sarkofagerna vaktades eftersom The Old Ones hade förmågan att återuppstå när tiden var inne. På 2000-talet var det Drogyn The Battlebrand som vakade över The Old Ones. Innan hon föll hade Illyria planerat sin återkomst, därför hade hon gömt sitt tempel Vahla Ha'Nesh på ett annat tidsplan. Hon hade också en armé som väntade på henne, men med tiden förgjordes den.

## Illyria och Fred
Illyria hade planerat sin återkomst och hennes sarkofag teleporterades till Los Angeles, men där hölls den kvar av tullen. Men Doctor Sparrow utpressade Charles (Gunn) Gunn till att släppa sarkofagen. Knox, Illyrias Qwa'Ha Xahn (Högste Präst), var hjärnan bakom Illyrias återuppståndelse. Han ordnade så att sarkofagen sändes till Winifred (Fred) Burkle, som arbetade i Wolfram & Harts laboratorium. Fred blev nyfiken på den mystiska sarkofagen och gick fram till den. När hon vidrörde de smycken som innehöll Illyrias krafter hamnade Illyrias innersta väsen i Freds kropp. Detta fungerade som en infektion och Fred kämpade tappert, men efter några timmar hade Illyrias väsen tagit över hennes kropp.

## Los Angeles
Med hjälp av Knox planerade Illyria att ta över Jorden och utplåna det mänskliga släktet med hjälp av sin armé. Men snart fick hon veta att den blivit förstörd för länge sen. Förvirrad och utan målsättning gick Illyria med på att lära sig hur den moderna världen fungerade, med hjälp av Wesley Wyndam-Pryce. Han hade älskat Fred, och att Illyria så ut som kvinnan han älskade gjorde det hela mycket lättare. Illyria tillbringade med nätterna med Wesley, som ofta söp sig full på grund av sorg, och fyllde dagarna med att vandra omkring i korridorerna på Wolfram & Hart. 
Med tiden kunde kroppen Illyria tagit över inte hålla inne med de mäktiga krafterna hon bar på. För en utomstående verkade det som om hon blev galen, eftersom hon förlorade fästet när krafter försökte fly. Detta skulle i slutändan få Illyria att sprängas i luften med fasansfull kraft. Med hjälp av en sak som kallas Mutari Generator kunde man tvinga ut en del av Illyrias kraft. Detta fick slut på hotet, med den tidigare så mäktiga demonen förlorade inte bara sitt monstruösa utseende. Hon förlorade bland annat sin förmåga att tala med växter och hennes snabbhet, styrka och hållbarhet minskade oerhört. Illyria blev mycket bitter över situationen. Inte blev det bättre när hon blev brutalt nerslagen och förlöjligad av Marcus Hamilton. Men detta motiverade henne att ta del i den slutgiltiga kampen mot The Senior Partners.
I seriefinalen (avsnitt 5.22. Not Fade Away) är Wesley döende, men han får tröst av Illyria i formen av Fred. Eftersom hon sörjde Wesley dödade hon våldsamt hans mördare (d.v.s hon slog sönder hans huvud). Men detta tillfredsställde henne inte, hon ville slåss mer på grund av sorgen över Wesleys död. Hennes önskan uppfylldes då The Senior Partners sände ut sin armé i syfte att förgöra gänget. Hon gjorde de andra sällskap i den slutgiltiga kampen. Enligt Joss Whedon och Amy Acker överlevde Illyria denna sista kamp mot The Senior Partners från Wolfram & Hart, men hennes status är okänd. Hennes status kan dock bekräftas i en framtida spin-off.